# Bivincula cyproba
Bivincula cyproba är en fjärilsart som beskrevs av Swinhoe 1894. Bivincula cyproba ingår i släktet Bivincula och familjen silkesspinnare. Inga underarter finns listade i Catalogue of Life.